# Burgruine Rosegg

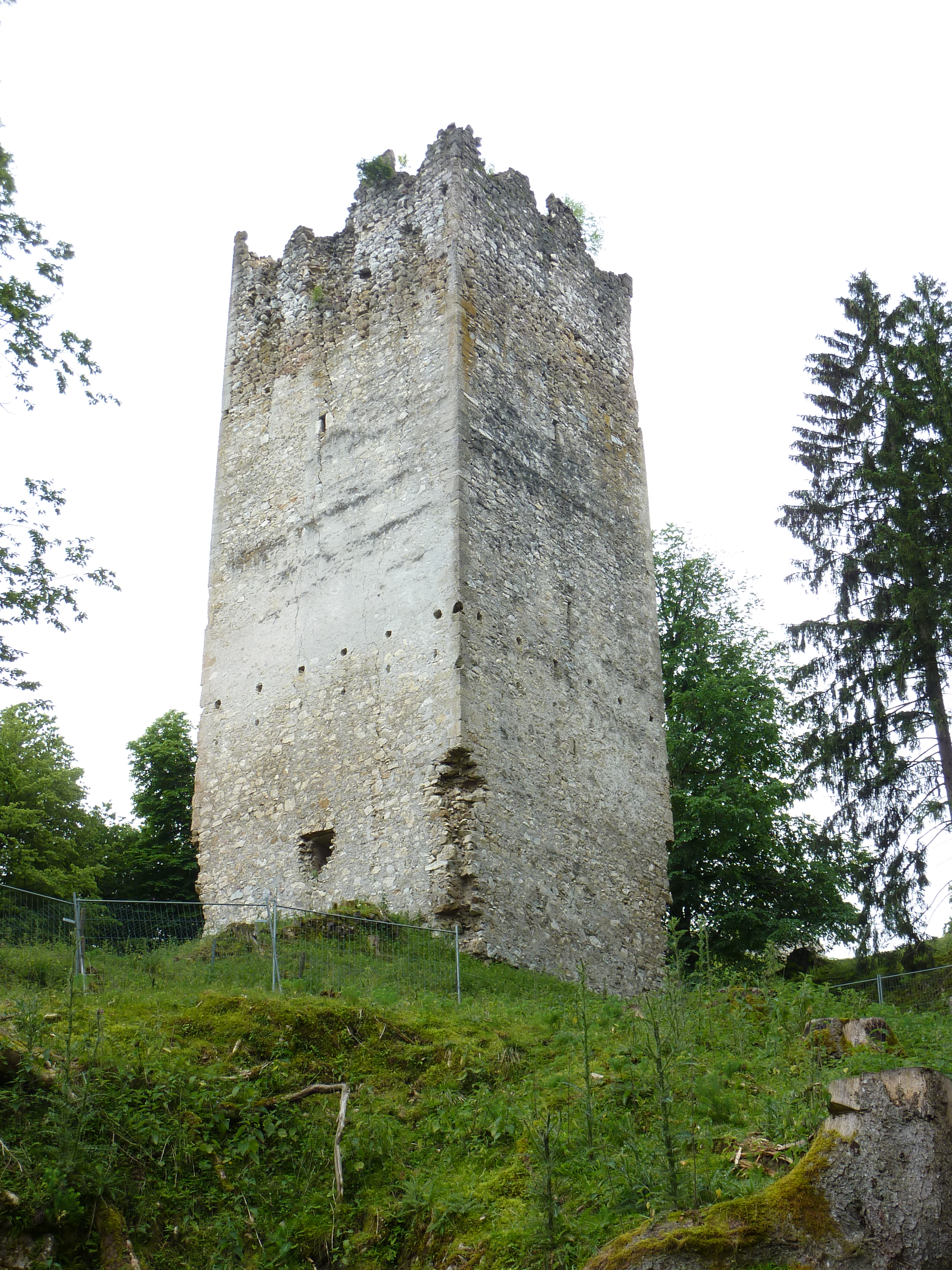
Reste des Bergfrieds (2013)

Die Burgruine Rosegg, auch Altrosegg genannt, ist eine vermutlich in der zweiten Hälfte des 12. oder Anfang des 13. Jahrhunderts errichtete und bis Anfang des 19. Jahrhunderts ausgebaute, danach zur Ruine verfallene Höhenburg im Kärntner Rosental. 
Die Reste der Burg stehen heute im Tierpark Rosegg, der den Burghügel umfasst, und stehen unter Denkmalschutz.

## Geschichte
Der Rosegger Burgberg war wahrscheinlich der dritte Standort des Sitzes der Herren von Ras, einem in dieser Region einflussreichen Kärntner Adelsgeschlecht. Sie waren Dienstleute der Steirer und Sympathisanten der Kärntner Herzöge und saßen zuerst auf einer Burg an der Gratschitzen am Nordhang der Karawanken, von der heute nur noch wenige Reste erhalten sind, später auf der Burg Ras bei Sankt Jakob im Rosental, die urkundlich erstmals 1171 genannt und zwischen 1309 und 1317 aufgegeben wurde. Zu diesem Zeitpunkt (1171) nannten sie sich bereits Herren von Rosegg (bzw. Rasek), erstmals urkundlich genannt wurde die Burg in Rosegg erst im Jahr 1239.
Die Raser verschafften sich im 12. und 13. Jahrhundert wichtige Lehensgüter und begründeten damit einen bedeutenden Herrschafts- und Landgerichtssprengel. Nachdem das Adelsgeschlecht 1318 im Mannesstamm ausgestorben war, kam die Burg in den Besitz landfremder Adelsgeschlechter, die jeweils örtliche Verwalter einsetzten. Bis zu deren Erlöschen 1363 gehörte die Herrschaft Rosegg der Familie Walsee-Graz, dann ging sie an die Pettauer über, denen auch der zweite große Rosentaler Besitz um die Hollenburg gehörte. Nachdem dieses Adelsgeschlecht 1438 im Mannesstamm ausgestorben war, wurde der Besitz über deren weibliche Nachkommen weitervererbt. Die Hollenburg ging an die steirischen Stubenberger, Rosegg an die aus Oberösterreich stammenden Grafen von Schaunberg.
Für das Jahr 1468 ist ein unversehrter Zustand der Burg belegt. Instandsetzungen wurden im Jahr 1632, belegt mit Inschriftentafel durch Wolf Dietrich von Raitenau, und – nach einem Brand – vor 1688 durchgeführt. 1605 war der Bruder des Salzburger Erzbischofs Wolf Dietrich von Raitenau im Besitz der Burg, 1686 erwarben die Grafen Orsini-Rosenberg das Anwesen und hielten die Burg instand. Auch nach der Errichtung des Schlosses Rosegg im Talgrund nördlich des Burgberges durch Graf Franz Xaver Wolfgang von Orsini-Rosenberg ab 1772, das die Burg als Herrschaftssitz ersetzen sollte, ließ man die Burg nicht verfallen.
Während der Franzosenkriege wurde im Jahr 1801 aus Steinen der Burg eine Mauer rund um den Fuß des Hügels gezogen. Als 1806/07 Baumaterial für einen Neubau des Turmes der Rosegger Pfarrkirche benötigt wurde, gestattete Fürst Orsini-Rosenberg den Dorfbewohnern, Steine aus der alten Burg zu verwenden, und nachdem 1813 das Dorf durch die Franzosen beschädigt wurde, wurde der Bestand der Burg weiter abgetragen. Lediglich der Bergfried blieb weitgehend verschont. 1829 erhielt Peter Ritter von Bohr Rosegg und ließ ab 1830 einen Tierpark anlegen. Bereits 1833 ging die Herrschaft Rosegg an Fürst Johann von Liechtenstein über. Die Ruine, das Schloss und der Tiergarten befinden sich noch heute im Besitz seiner Nachkommen.

## Baubeschreibung
Von der ehemals weitläufigen Burganlage sind an der Nordseite noch Reste des romanischen Bergfrieds, den man Ende des 19. Jahrhunderts wegen seiner angeblichen Baufälligkeit vergebens zu sprengen versuchte, sowie Teile der äußeren Ringmauer erhalten.

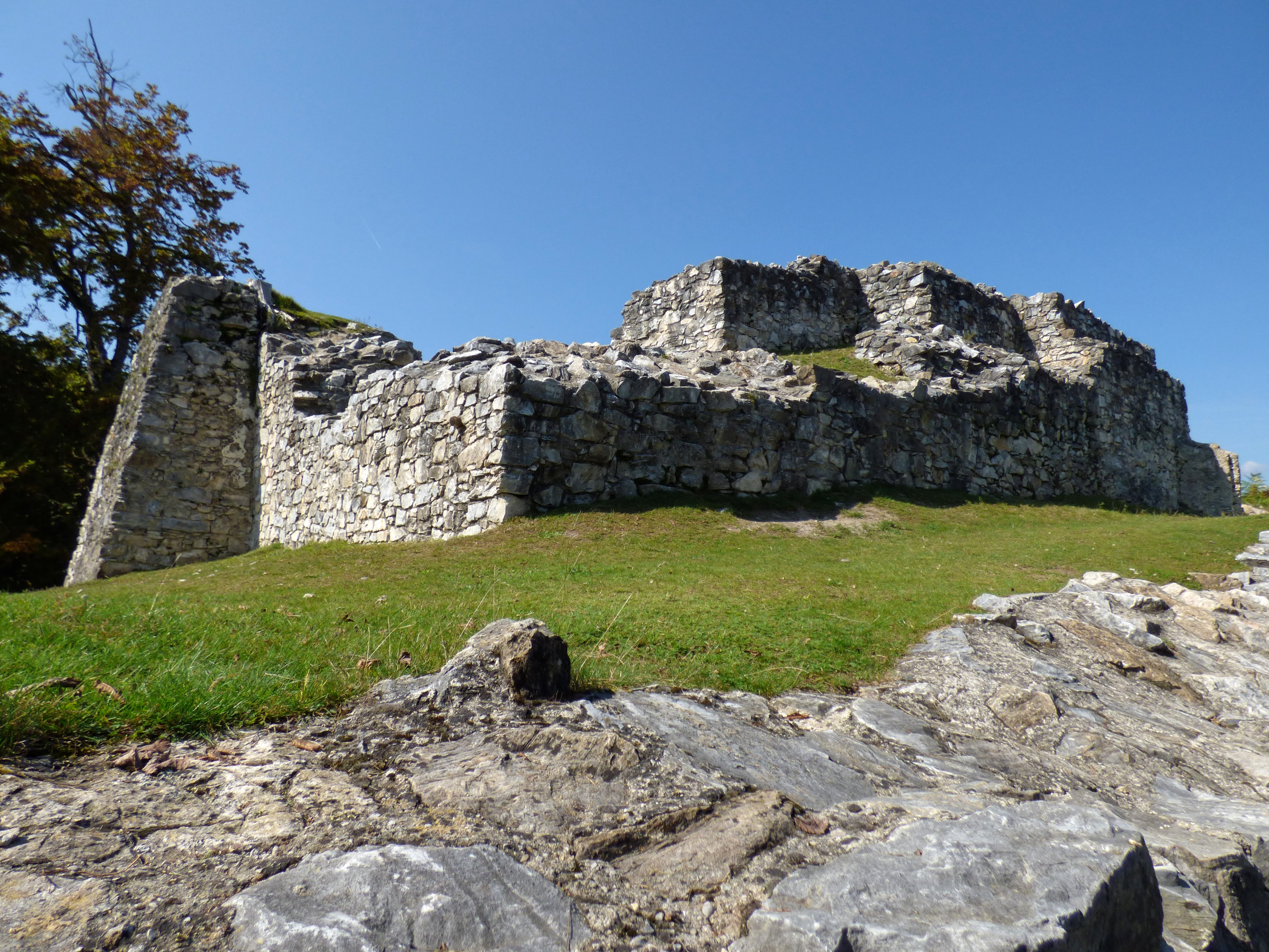
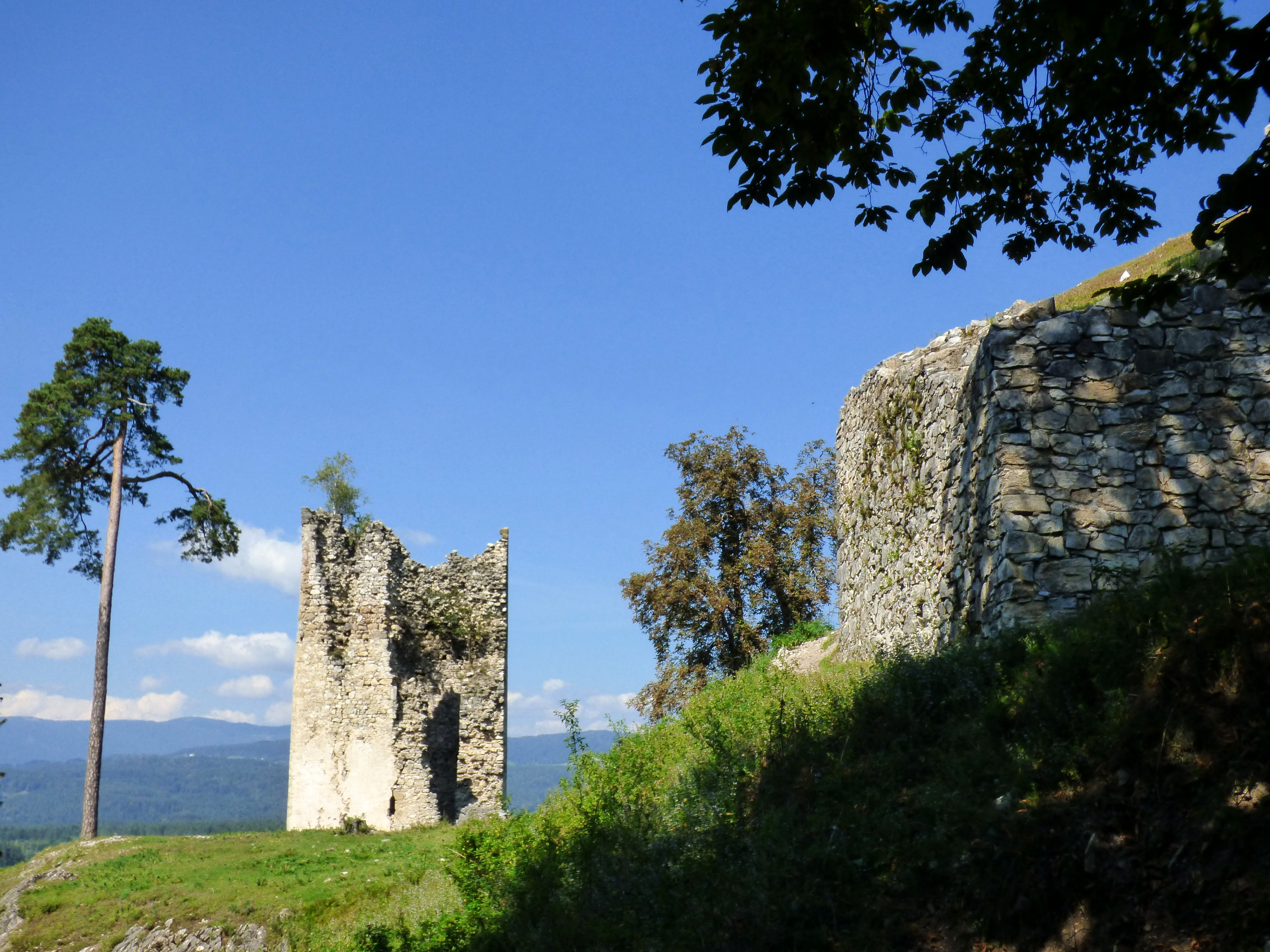
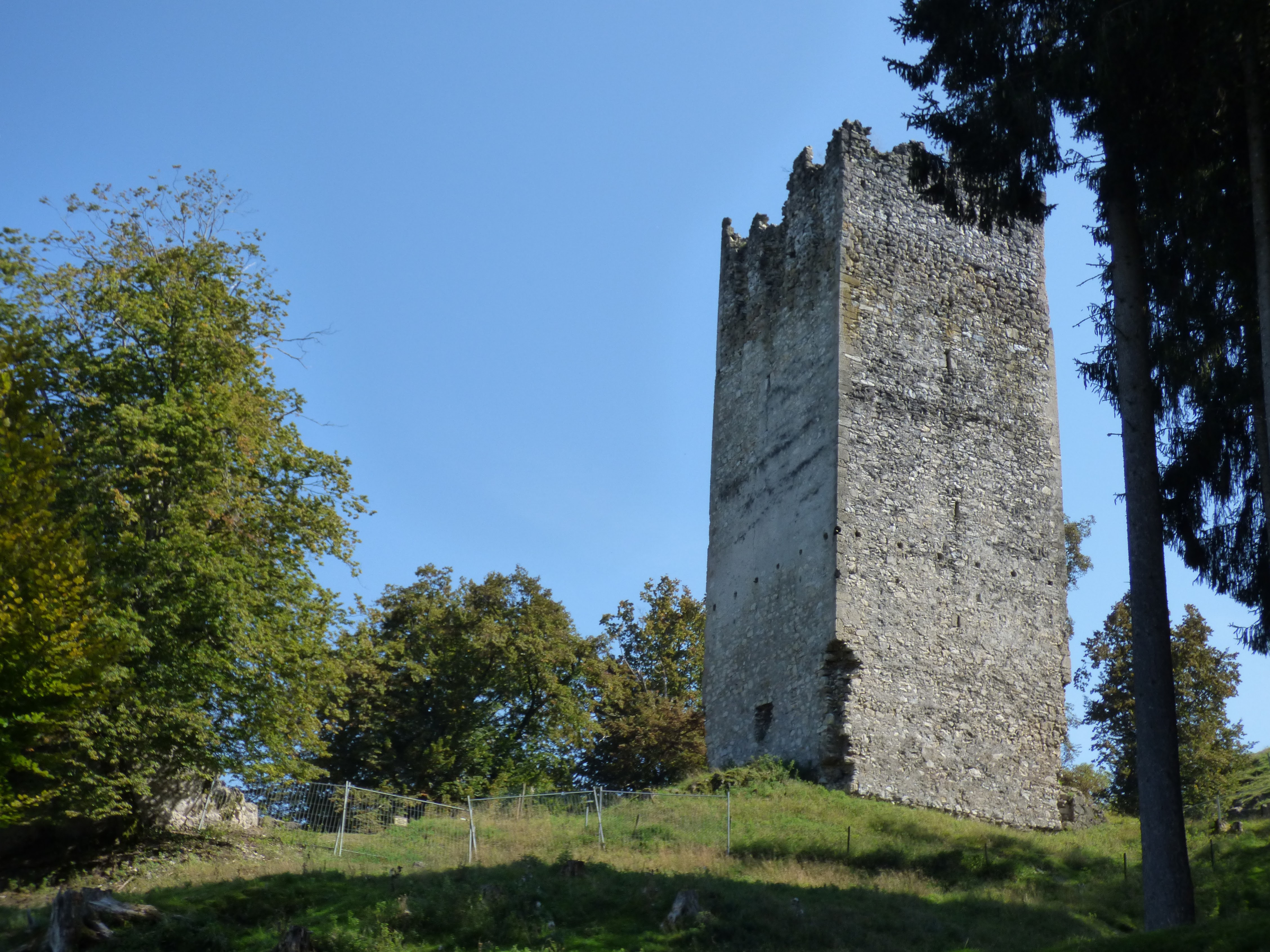